# Philoponella truncata
Philoponella truncata es una especie de araña araneomorfa del género Philoponella, familia Uloboridae. Fue descrita científicamente por Thorell en 1895.
Habita en Birmania e Indonesia (Java).